# Domèvre-sur-Vezouze
Domèvre-sur-Vezouze ist eine französische Gemeinde mit 317 Einwohnern (Stand 1. Januar 2022) im Département Meurthe-et-Moselle in der Region Grand Est (vor 2016 Lothringen). Sie gehört zum Arrondissement Lunéville und zum Kanton Baccarat.

## Geografie
Die Gemeinde liegt etwa 48 Kilometer südöstlich von Nancy. Nachbargemeinden sind Verdenal im Norden, Blâmont im Nordosten, Barbas im Osten, Ancerviller im Südosten, Mignéville im Süden und Südwesten, Herbéviller und Saint-Martin im Westen sowie Chazelles-sur-Albe im Nordwesten. Der Fluss Vezouze durchquert die Gemeinde und bildet streckenweise die Gemeindegrenze. Weite Teile des Gemeindegebiets sind von Wald bedeckt.

## Geschichte
Der Ort wurde im 13. Jahrhundert unter dem lateinischen Namen Ecclesia Domni Apri in einem Dokument erstmals erwähnt. In einer Urkundensammlung des Lehens Blâmont tauchte 1479 der Name Domepvre auf. Bis zur Zerstörung der Abtei Saint-Sauveur im Jahr 1588 unterstand der Ort dieser Abtei. Seit 1588 bis zur Französischen Revolution lebten die Mönche in der Abtei des Ortes. Der Ort nannte sich nun bis 1791 Domèvre-l’Abbaye. Im Dreißigjährigen Krieg wurde die Gemeinde von französischen Truppen fast völlig zerstört. Missernten und die Pest verringerten die Zahl der Bewohner zusätzlich. Domèvre-sur-Vezouze gehörte rechtlich zur Vogtei Blâmont und somit zum Herzogtum Lothringen, das 1766 an Frankreich fiel. Bis zur Französischen Revolution lag die Gemeinde dann im Grand-gouvernement de Lorraine-et-Barrois. In den wirren Zeiten der Französischen Revolution wurde die Abtei geplündert und zerstört. In den beiden Weltkriegen kam es wiederum zu Zerstörungen. Von 1793 bis 1801 war die Gemeinde dem Distrikt Blâmont zugeteilt. Von 1793 bis 2015 war Domèvre-sur-Vezouze in den Kanton Blâmont eingegliedert. Seit 1801 ist sie dem Arrondissement Lunéville zugeordnet. Die Gemeinde lag bis 1871 im alten Département Meurthe. Bis 1936 trug die Gemeinde den Namen Domèvre (auch Domevre).

## Bevölkerungsentwicklung
| Jahr                       | 1962 | 1968 | 1975 | 1982 | 1990 | 1999 | 2007 | 2019 |
| Einwohner                  | 337  | 301  | 294  | 261  | 227  | 231  | 288  | 311  |
| Quellen: Cassini und INSEE |      |      |      |      |      |      |      |      |

## Verkehr
Nördlich von Domèvre-sur-Vezouze führt die N4 vorbei. Der nächstgelegene Anschluss ist in Blâmont. Für den regionalen Verkehr ist die D400 wichtig, die durch das Dorf führt.

## Sehenswürdigkeiten
- Schloss aus dem 19. Jahrhundert
- Dorfkirche Saint-Epvre aus dem Jahr 1743; nach Zerstörung im Ersten Weltkrieg von 1922 bis 1925 rekonstruiert; Kirchenausstattung von Jules Cayette im Übergangsstil von Art nouveau und Art déco mit Gemälden aus den Ateliers d’art sacré
- Denkmal und Gedenkplatte für die Gefallenen[2][3]

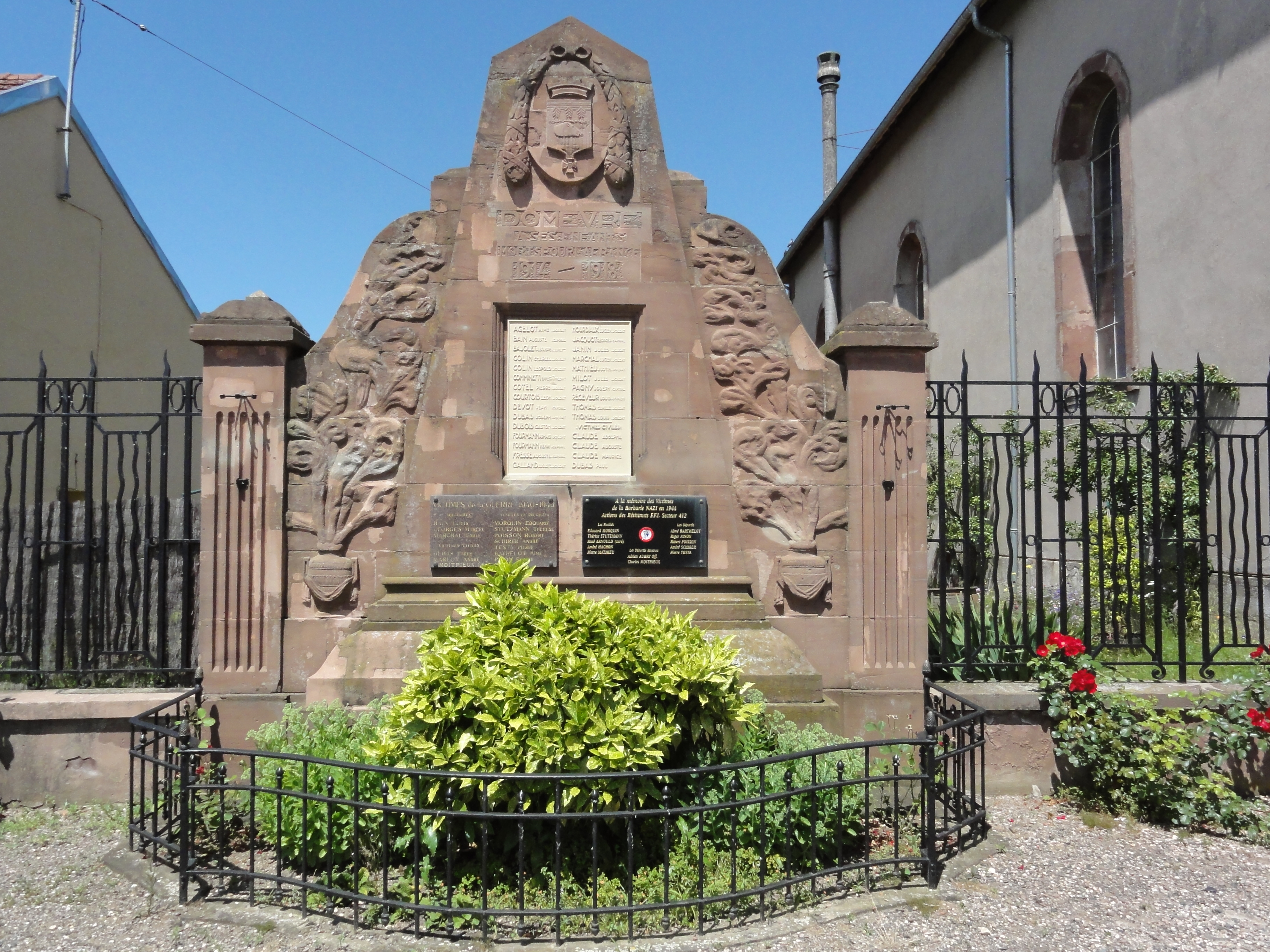
Denkmal für die Gefallenen
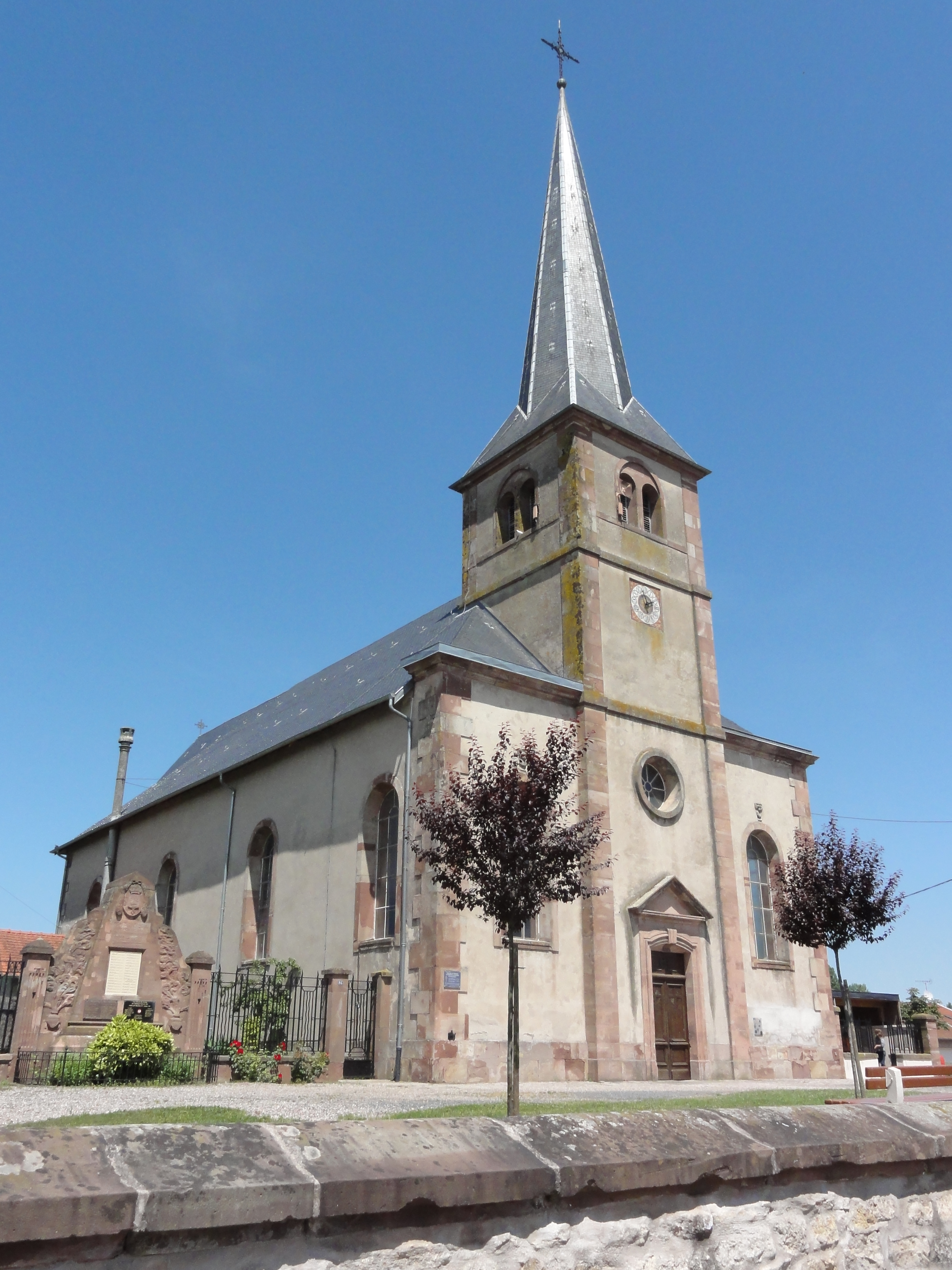
Dorfkirche Saint-Epvre
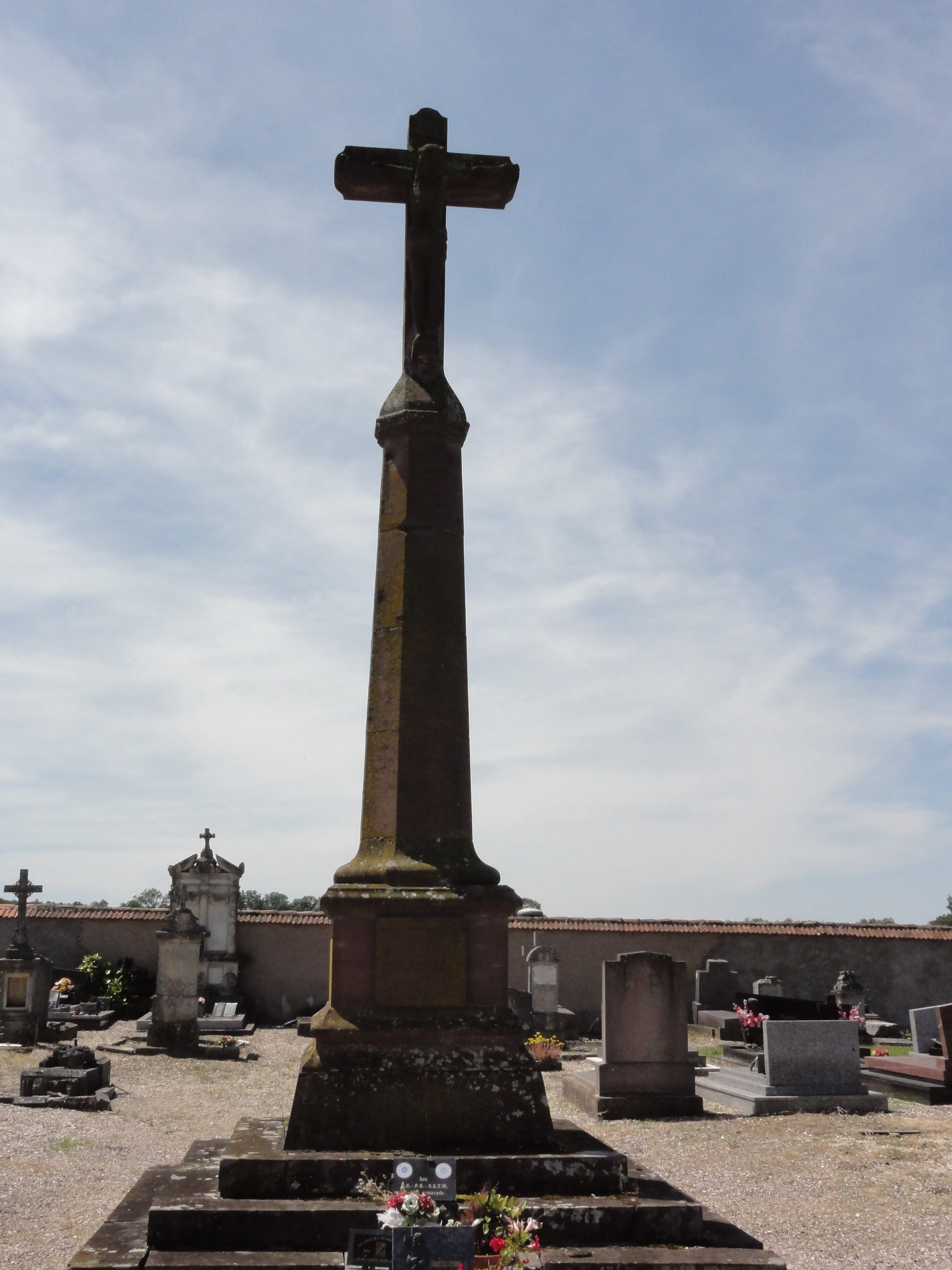
Eines der Wegkreuze
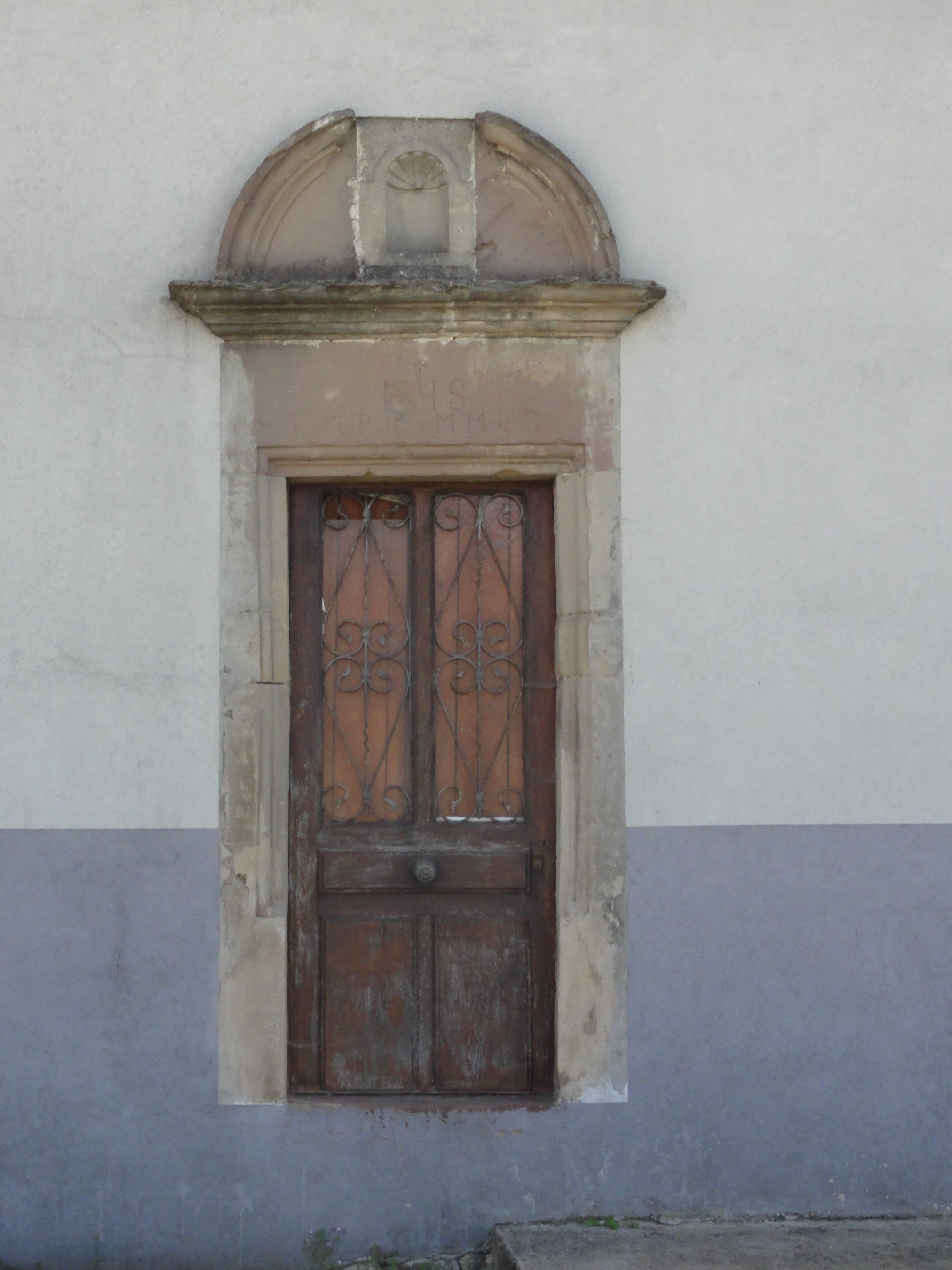
Ein ausgeschmücktes Türportal
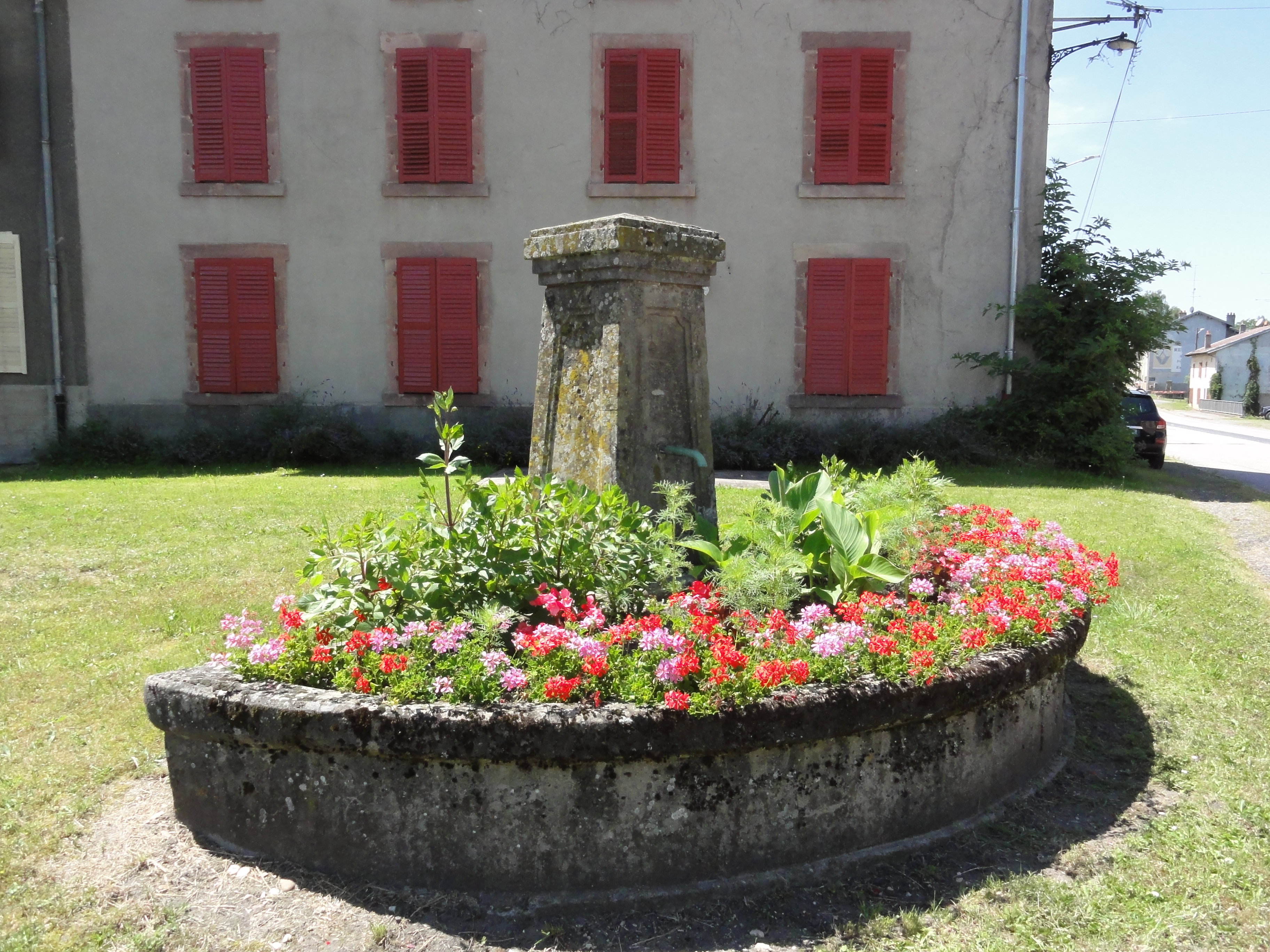
Geschmückter Dorfbrunnen